# آبشار میدل توین
آبشار میدل توین  (به انگلیسی: Middle Twin Falls) آبشاری است که در Southeast of North Bend، Washington واقع شده و ارتفاع کلی ریزشگاه آن ۳۰پا است.